# General San Martín (métro de Buenos Aires)
Pour les articles homonymes, voir General San Martín.
General San Martín est une station de la ligne C du métro de Buenos Aires. Elle est située au croisement des rues Calle San Martín et Calle Maipú, sur la Plaza General San Martín du quartier de Retiro de la ville de Buenos Aires, capitale de l'Argentine.

## Histoire
À l'origine, la ligne C avait un tracé légèrement différent, où les stations déjà construites de 
Retiro et Lavalle étaient unies par un tunnel comprenant une courbe très prononcée qui empêchait la construction d'une station. La compagnie constructrice demanda l'autorisation de changer le trajet de la ligne, ce qui fut accepté. Et la station General San Martín fut inaugurée le 17 août 1937. L'ancien tunnel resta en tant que voie de garage.
En 1997, la station a été déclarée Monument Historique National par décret signé du président Carlos Menem.

Décoration d'un quai de General San Martín.

## Services aux voyageurs

### Desserte
| Nord/Ouest             |  |         |  | Sud/Est                        |
| ---------------------- |  | ------- |  | ------------------------------ |
| Retiro (en) (terminus) |  | ligne C |  | Lavalle (en) vers Constitución |
| modifier sur Wikidata  |  |         |  |                                |